# دافلون
دافلون (بالإنجليزية: Daflon)‏ أقراص فموية تحتوي على فلافونيدات مستخلصة من نبات الدفلة ،وهما:
- 90% من ثنائي أوسمين Diosmine
- 10% من الهسبيريدين Hesperidin.

## الصنف الصيدلاني الدوائي
واقي للأوعية الدموية.

## الاستطبابات
ويفيد استخدام هذا العقار في حيوية الأوردة الدموية بالجسم ويوصف هذا الدواء لاضطرابات الدورة الدموية ويحمي الجهاز الدوراني ويزيد مقاومة الأوعية الدموية للتمزق ويفيد استخدامه طبياً في الأحوال التالية :
- في علاج حالات قصور الدورة الدموية الوريدية للمريض.
- لعلاج حدوث نوبات البواسير الحادة.
- يعالج غزارة الدم أثناء حصول الدورة الشهرية.[2]
- علاج كلاً من دوالي الساقيين وألم الخصيتين.[2]

## طريقة الاستعمال
- في حالات النقص الوعائي : قرصين في اليوم : قرص واحد وقت الظهر وقرص واحد وقت المساء.
- في حالات البواسير الحادة : 6 أقراص في اليوم مدة 4 أيام، ثم 4 أقراص في اليوم الواحد مدة 3 أيام.

## الأثآر الجانبية
لوحظ حدوث اضطرابات صحية جانبية بسيطة في الجهاز الهضمي للمريض، وبعض الاضطرابات العصبية (الإحساس بعدم الارتياح).
- قد يسبب حدوث الم في المعدة.[3]
- يمكن أن يسبب احمرار الجلد.[3]
- الصداع.
- الدوخة.

## الحمل والإرضاع
لا يوجد معلومات مؤكدة بخصوصه فمن غير المعروف إذا كانت مكونات الدواء سوف تفرز في لبن الأم أم لا.

## الشكل الدوائي
أقراص عيار 500 ملغ. في عبوات من 30 قرص.

## الشركة المصنعة
مختبرات سرفييه - فرنسا.